# Любов в облаците
„Любов в облаците“ (на английски: A Walk in the Clouds) е американска романтична драма от 1995 г. на режисьора Алфонсо Арау, и участват Киану Рийвс, Айтана Санчес-Гихон, Джанкарло Джанини и Антъни Куин.
Филмът е базиран на италианския филм „Четири стъпки в облаците“ от 1942 г. на Пиеро Телини, Цезаре Заватини и Виторио де Бенедети. Филмът е пуснат по кината на 11 август 1995 г. от „Туентиът Сенчъри Фокс“ и печели 91 млн. щ.д. срещу бюджет от 20 млн. щ.д. Получава смесени отзиви от критиците.